# История ФК «Норвич Сити» (1902—1969)

## НачалоНачало
История футбольного клуба Норвич Сити началась со встречи, состоявшейся в кафе Критерион на Уайт Лайон Норидж Стрит, во вторник, 17 июня 1902 года. Первую официальную игру Норвич провёл в FA Cup, 20 сентября 1902 года, проиграв со счётом 0:5. Однако первое упоминание о футбольном клубе Норвич Сити существует в 1868 году. Это совпадает с созданием таких футбольных клубов, как Ноттс Каунти и Шеффилд Юнайтед. Роберт Вебстер и Джозеф Каупер Натчи были капитаном и вице-капитаном "канареек", соответственно, в 1902 году. Первым же трнером Норвича был Джон Бауман (с 1905 года, когда "канарейки" стали профессиональным клубом). В первые годы своего существования Норвич выступал весьма неплохо.

## Ранние годы
Норвич в сезоне 1902-1903 имел форму бело-голубого цвета. Тот сезон Норвич завершил на третьем месте после Лоувстофт Таун и Ипсвич Таун. В сезоне 1903-1904 выступил весьма успешно, но по-прежнему остался любительским клубом. Однако в 1905 году клуб выиграв первенство стал профессиональным футбольным клубом.

## Норвич - профессиональный клуб
| Форма футбольного клуба Норвич Сити до 1907 | Форма футбольного клуба Норвич Сити после 1907 |

3 марта 1905 года клуб стал профессиональным клубом. В конце сезона 1904-1905 Норвич Сити сыграл несколько товарищеских матчей, в том числе против мощных в то время Дерби Каунти и Арсенала из Лондона. Эти встречи показали, что Норвич по праву стал профессиональным клубом. Норвич Сити попал в Южную лигу, где оставался до сезона 1919-1920. Высшим результатом там можно считать 7 место в первом сезоне (1905-1906).

С 1907 года форма футбольного клуба Норвич Сити существенно изменилась. Было принято решение играть в жёлтых футболках зелёным воротником. Тогда же Норвичу было дано прозвище - канарейки, которое сохранилось до наших дней.

Состав Норвич Сити в сезоне 1905/1906

11 января 1908 года на Ньюмаркет Роуд пришло более 10000 фанатов Норвича поддержать "канареек" в матче FA Cup против Шеффилда Вендсдей. В итоге Норвич одержал победу в первом раунде этого турнира со счётом 2:0. После этого на матчи с участием Норвича прибывало всё больше болельщиков и поэтому "канарейки оставили Ньюмаркет Роуд и перелетели в новое гнездо - Розари Роуд".

## Розари Роуд
История Норвича на Розари Роуд началась с товарищеского матча против Фулхэма 1 сентября 1908 года. Сильная поддержка болельщиков и настрой помогли Норвичу - 2:1.
В сезоне 1914-1915 годов матч FA Cup между Норвичем и Брэдфорд Сити из-за военных действий был сыгран на нейтральном поле. Этот матч был примечателен тем, что на матче не присутствовало не одного болельщика.
Из-за Первой мировой войны у Норвича был кризис. Клуб был по уши в долгах и бюджет клуба оставлял желать лучшего. 10 декабря 1918 года Норвич снялся с соревнований, а 6 ноября клуб был расформирован. Однако 15 февраля 1919 года клуб был возрождён выплатив всё необходимое.

## История с 1920 по 1940 года
Карроу Роуд
В сезоне 1920/1921 года канарейки стартовали матчем с Плимут Аргайл. Матч завершился со счётом 1:1. В этом сезоне Норвич выступил не очень удачно, заняв в итоге 16 место. 1920-е годы Норвич провёл в середине таблицы, занимая места от 8 до 18. Также это десятилетие ознаменовалось падением подпирающей стенки на Розари Роуд. Никто серьёзно не пострадал.
15 марта 1930 года Норвич одержал очень крупную победу над Ковентри Сити, разгромив соперников со счётом 10:2. Лишь 8230 болельщиков присутствовали на том матче. В сезоне 1932/1933 канарейки заняли третье место, отстав от первого Брентфорда на 5 очков.
В сезоне 1933/1934 Норвич выполнял задачу занять место в середине таблицы. Норвич шёл уверенно, особенно это подтверждают победы со счётом 7:2 (против Ноттс Каунти) и 6:1 (против Брэдфорда). Однако в FA Cup Норвич завершает выступления, проиграв Шеффилду Уэнсдей со счётом 0:1. Даже 25000 болельщиков не сумели помочь команде.
В тот момент у руководства клуба возник вопрос на счёт стадиона. Розари Роуд с трудом выдерживал большие потоки болельщиков, и поэтому было принято решение о строительстве нового стадиона. Было рассмотрено много объектов и в итоге был выбран Карроу Роуд. Построен стадион был 11 июня 1935, но первый матч на нём был сыгран только 82 дня спустя.
Затем Норвич находился в середине таблицы и ничего сверхъестественного не показывал, а в сезоне 1939/1940 сыграл только 3 матча из-за начала Второй мировой войны.

## История с 1940 до 1958 года
Норвич однако продолжал играть в военные годы. Очень запомнилась победа Норвича над Брайтон Сити - 18:0. Несмотря на то, что Война закончилась в мае, чемпионат возобновился лишь в августе 1946. В сезонах 1948/1949 и 1949/1950 Норвич заметно улучшил игру, тому подтверждением является новый рекорд посещаемости матчей команды - 43100 человек. В сезонах 1950/1951 , 1951/1952 , 1952/1953 и 1953/1954 Норвич ждал регресс. Они закончили первенство вторыми, третьими, четвёртыми и седьмыми, соответственно.

## История с 1958 до 1969 года
В эти годы Норвич завоевал FA Joy Cup, это было огромным успехом для Норвича. В 1960-х в Норвич пришло большое количество звёзд. В период до 1966 года Норвич разочаровал болельщиков, но в сезоне 1966/1967 Норвич обыграл Манчестер Юнайтед на Олд Траффорд, а в том сезоне дьяволы были первыми.